# Mindre snabelsvärmare
Mindre snabelsvärmare (Deilephila porcellus) är en fjäril i familjen svärmare (Sphingidae) som kan ses hovrande vid blommor i skymningen för att suga nektar.

## Kännetecken
Den mindre snabelsvärmaren har ett vingspann på mellan 39 och 52 millimeter, honan är något större än hanen men hanen har något kraftigare och lite längre antenner. Kroppen är olivgrön med rosaröda teckningar. Även framvingarna är olivgröna med rosaröda inslag. Bakvingarna är olivgröna med vit och rödrosa vingfransar. Den större snabelsvärmaren är snarlik men är klart större och har en klart rosaröd bakkant och svart framkant på bakvingen. Larven är som fullvuxen 55 till 70 millimeter lång och är mörkbruna eller, mindre vanligt, grön. Den påminner om den större snabelsvärmarens larv men är något mindre och analhornet är endast en liten upphöjning.

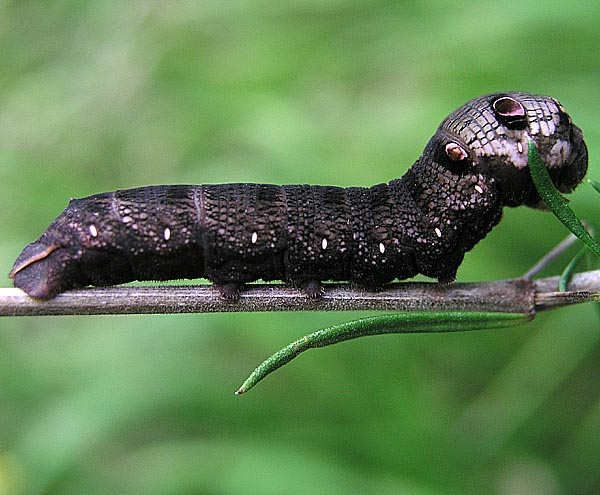
larv

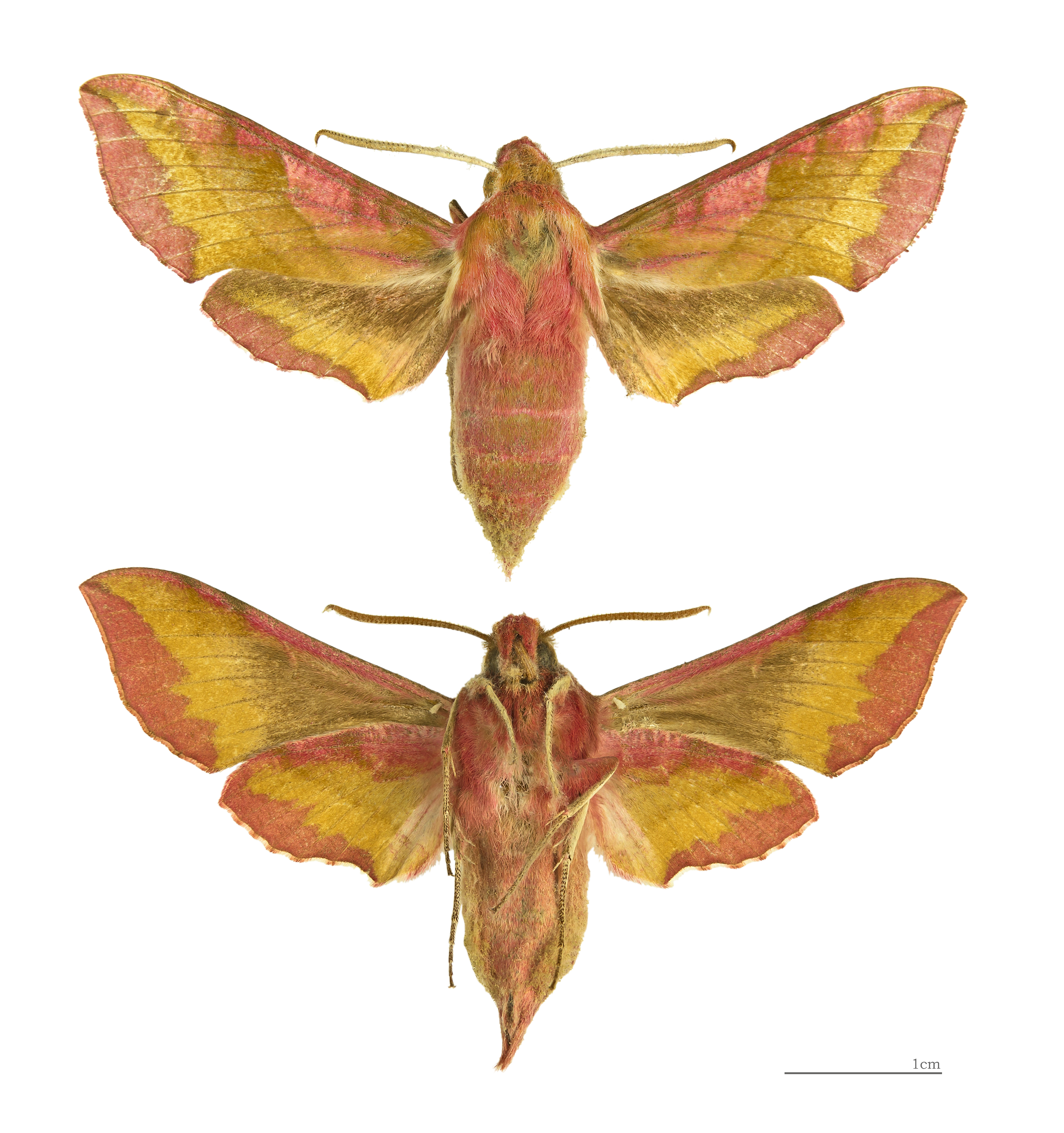
Mindre snabelsvärmare

## Utbredning
Den mindre snabelsvärmaren finns i Sverige från Skåne till dalälven. I Norden finns den också i Danmark, södra Norge och Finland. Den har en något sydligare utbredning än den större snabelsvärmaren. Den är talrik på vissa ställen där miljön är gynnsam till exempel på Öland och Gotland. Den finns i en stor del av Europa och vidare österut genom Ryssland till Bajkalsjön. I Atlasbergen förekommer underarten colossus.

## Levnadssätt
Den mindre snabelsvärmaren lever på öppna torra marker, till exempel sandhedar, torrbackar, alvarhedar och kustnära klippmarker. Den kan ses i skymningen svävande som en kolibri framför olika blommor som den suger nektar av, till exempel tjärblomster, glimmar, blåeld och syren. Flygtiden är från mitten av maj till början av augusti i södra Sverige. I norr något senare. Äggen läggs enstaka eller parvis på värdväxten som främst är måror, mer sällan dunörtsväxter, i Sverige oftast på gulmåra och stormåra. Larven är fullvuxen i augusti eller i början på september och vandrar då iväg för att hitta en lämplig förpuppningsplats. Om larven blir skrämd intar den en skräckställning genom att dra ihop de främre segmenten vilket gör att ögonfläckarna förstoras. Skulle inte detta hjälpa så spelar den död och blir alldeles slapp. Den förpuppar sig i markskiktets förna. Puppan övervintrar, ibland till och med två vintrar.

## Etymologi
Porcellus betyder "liten gris" på latin. Larvens skräckställning kan påminna om ett gristryne.